# Saber Automotive
Saber Automotive war ein US-amerikanischer Hersteller von Automobilen.

## Unternehmensgeschichte
Das Unternehmen hatte seinen Sitz in Waukesha in Wisconsin. 1977 oder etwa 1977 begann die Produktion von Automobilen und Kit Cars. Der Markenname lautete Saber. 1985 endete die Produktion.

## Fahrzeuge
Das einzige Modell war der GT. Er basierte auf dem Opel GT, von dem der Vierzylindermotor, die Kraftübertragung, Radaufhängungen, Bremsen, Windschutzscheibe und weitere Teile stammten. Ein Stahlrohrrahmen sorgte für Stabilität. Die Karosserie bestand aus Fiberglas.